# Demi-brigade de marche parachutiste
La demi-brigade de marche parachutiste est une unité militaire française qui fut constituée pour combattre en Indochine française en 1947 et 1948.

## Création et différentes dénominations
- Décembre 1946 : création de la demi-brigade de marche parachutiste
- Juin 1948 : dissolution de l'unité

## Historique des garnisons, campagnes et batailles
La demi-brigade de marche parachutiste est mise sur pied à partir de 3 bataillons provenant la 25e DAP (I/1er RCP, III/1er RCP et 1er BPC). 
Cette unité, mise sur pied pour combattre en Indochine française, s'implante à Hanoï au Tonkin au début de l'année 1947.
À son arrivée en Indochine, l'organisation de la DBMP est la suivante.
- Compagnie de commandement régimentaire de la DBMP (capitaine Bouvery)
  - section de défense (sous-lieutenant Van den Bosch)
  - section d'entretien et de pliage des parachutes (SEPP - lieutenant Barrière)
  - section du génie (lieutenant Graff)
  - section de transmission (sous-lieutenant Pontvieux)
  - ambulance parachutiste (médecin capitaine Collodin)
- I/1er RCP (commandant de Vismes)
  - CCB[4] 1 (capitaine Bréchignac)
  - 1re compagnie (lieutenant Laupies)
  - 2e compagnie (capitaine Moniez)
  - 3e compagnie (capitaine Lafargue)
  - 4e compagnie (lieutenant Gazin)
- III/1er RCP (commandant Fossey-François)
  - CCB 3
  - 9e compagnie (capitaine Gauthier)
  - 10e compagnie lieutenant Tholly)
  - 11e compagnie (capitaine Guegot)
  - 12e compagnie lieutenant Thomas)
- 1er BPC (commandant Nasica)
  - CCB
  - 1re compagnie (capitaine Genestout)
  - 2e compagnie (capitaine Vermonet)
  - 3e compagnie (capitaine Buchoud)
  - 4e compagnie (capitaine Lafontaine)

Le 13 mars 1947, sous les ordres du commandant en second de la DBMP le chef de bataillon Mayer, est créé un centre d'entrainement aérien, destiné à parfaire la formation des troupes et former les premiers parachutistes autochtones. Ce centre prendra le nom d'école de saut le 19 janvier 1948.
La DBMP, dissoute mi-juin 1948, est relevée par le GLAP dont les unités, II/1er RCP, 3e BCCP et 1er BEP, débarquent en Indochine d'octobre à décembre 1948.

## Traditions

### Insigne
Il n'existe pas d'insigne spécifique à la DBMP. Les hommes arboraient l'insigne de leur unité d'appartenance (1er RCP ou 1er BPC) ainsi que l'insigne de béret et la plaque à vélo dès lors qu'ils étaient breveté.

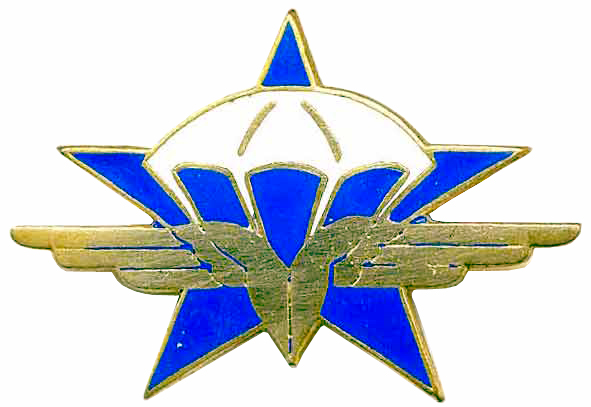
1er RCP
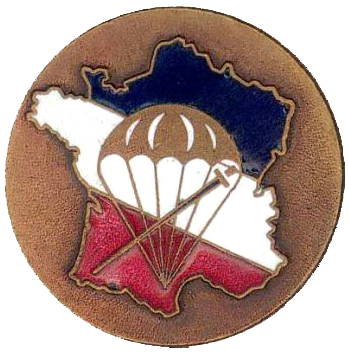
1er BPC
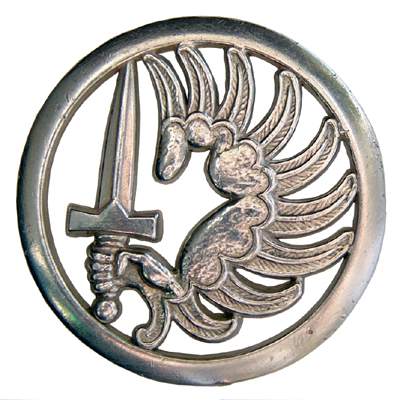
Insigne de béret
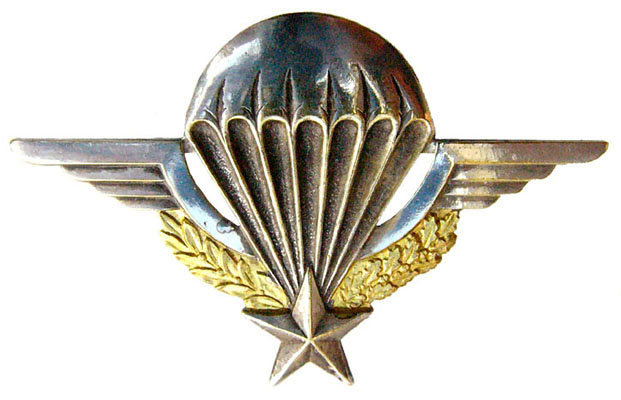
Brevet parachutiste

## Chefs de corps
Durant sa brève existence l'unité ne connut qu'un seul chef de corps, le Lieutenant-colonel Sauvagnac.

## Sources et bibliographie
- Collectif, Histoire des parachutistes français Tomes 1 et 2, éditions Société de Production Littéraire, 1975
- Jean-Pierre Pissardy, Paras d'Indochine - 1944-1954, éditions Société de Production Littéraire, 1982.